# IHL 1986/87
Die Saison 1986/87 war die 42. reguläre Saison der International Hockey League. Während der regulären Saison bestritten die neun Teams jeweils 82 Spiele. In den Play-offs setzten sich die Salt Lake Golden Eagles durch und gewannen den ersten Turner Cup in ihrer Vereinsgeschichte.

## Teamänderungen
Folgende Änderungen wurden vor Beginn der Saison vorgenommen:
- Die Toledo Goaldiggers stellten den Spielbetrieb ein.

## Reguläre Saison

### Abschlusstabelle
Abkürzungen: GP = Spiele, W = Siege, L = Niederlagen, T = Unentschieden, OTL = Niederlage nach Overtime, GF = Erzielte Tore, GA = Gegentore, Pts = Punkte
| East Division        | GP | W  | L  | T | OTL | GF  | GA  | Pts |
| -------------------- | -- | -- | -- | - | --- | --- | --- | --- |
| Muskegon Lumberjacks | 82 | 47 | 30 | 0 | 5   | 366 | 286 | 99  |
| Saginaw Generals     | 82 | 44 | 32 | 0 | 6   | 383 | 344 | 94  |
| Flint Spirits        | 82 | 42 | 33 | 0 | 7   | 343 | 361 | 91  |
| Kalamazoo Wings      | 82 | 36 | 38 | 0 | 8   | 331 | 353 | 80  |

| West Division           | GP | W  | L  | T | OTL | GF  | GA  | Pts |
| ----------------------- | -- | -- | -- | - | --- | --- | --- | --- |
| Fort Wayne Komets       | 82 | 48 | 26 | 0 | 8   | 343 | 284 | 104 |
| Salt Lake Golden Eagles | 82 | 39 | 31 | 0 | 12  | 360 | 357 | 90  |
| Milwaukee Admirals      | 82 | 41 | 37 | 0 | 4   | 342 | 358 | 86  |
| Indianapolis Checkers   | 82 | 37 | 38 | 0 | 7   | 360 | 387 | 81  |
| Peoria Rivermen         | 82 | 31 | 42 | 0 | 9   | 264 | 364 | 71  |

## Turner-Cup-Playoffs
| Turner-Cup-Viertelfinale | Turner-Cup-Viertelfinale | Turner-Cup-Viertelfinale |    |                         | Turner-Cup-Halbfinale | Turner-Cup-Halbfinale | Turner-Cup-Halbfinale |  |  | Turner-Cup-Finale | Turner-Cup-Finale | Turner-Cup-Finale |
|                          |                          |                          |    |                         |                       |                       |                       |  |  |                   |                   |                   |
| E1                       | Muskegon Lumberjacks     | 4                        |    |                         |                       |                       |                       |  |  |                   |                   |                   |
| E4                       | Kalamazoo Wings          | 1                        |    |                         |                       |                       |                       |  |  |                   |                   |                   |
| E4                       | Kalamazoo Wings          | 1                        | E1 | Muskegon Lumberjacks    | 4                     |                       |                       |  |  |                   |                   |                   |
|                          |                          |                          | E1 | Muskegon Lumberjacks    | 4                     |                       |                       |  |  |                   |                   |                   |
|                          | E2                       | Saginaw Generals         | 0  |                         |                       |                       |                       |  |  |                   |                   |                   |
| E2                       | E2                       | Saginaw Generals         | 0  | Saginaw Generals        | 4                     |                       |                       |  |  |                   |                   |                   |
| E2                       |                          |                          |    | Saginaw Generals        | 4                     |                       |                       |  |  |                   |                   |                   |
| E3                       | Flint Spirits            | 2                        |    |                         |                       |                       |                       |  |  |                   |                   |                   |
| E3                       | Flint Spirits            | 2                        | E1 | Muskegon Lumberjacks    | 2                     |                       |                       |  |  |                   |                   |                   |
|                          |                          |                          |    | Muskegon Lumberjacks    | 2                     |                       |                       |  |  |                   |                   |                   |
|                          | W2                       | Salt Lake Golden Eagles  | 4  |                         |                       |                       |                       |  |  |                   |                   |                   |
| W1                       | W2                       | Salt Lake Golden Eagles  | 4  | Fort Wayne Komets       | 4                     |                       |                       |  |  |                   |                   |                   |
| W1                       |                          |                          |    | Fort Wayne Komets       | 4                     |                       |                       |  |  |                   |                   |                   |
| W4                       | Indianapolis Checkers    | 2                        |    |                         |                       |                       |                       |  |  |                   |                   |                   |
| W4                       | Indianapolis Checkers    | 2                        | W1 | Fort Wayne Komets       | 1                     |                       |                       |  |  |                   |                   |                   |
|                          |                          |                          | W1 | Fort Wayne Komets       | 1                     |                       |                       |  |  |                   |                   |                   |
|                          | W2                       | Salt Lake Golden Eagles  | 4  |                         |                       |                       |                       |  |  |                   |                   |                   |
| W2                       | W2                       | Salt Lake Golden Eagles  | 4  | Salt Lake Golden Eagles | 4                     |                       |                       |  |  |                   |                   |                   |
| W2                       |                          |                          |    | Salt Lake Golden Eagles | 4                     |                       |                       |  |  |                   |                   |                   |
| W3                       | Milwaukee Admirals       | 2                        |    |                         |                       |                       |                       |  |  |                   |                   |                   |

## Vergebene Trophäen

### Mannschaftstrophäen
| Auszeichnung                                          | Team                    |
| ----------------------------------------------------- | ----------------------- |
| Turner Cup Gewinner der IHL-Playoffs                  | Salt Lake Golden Eagles |
| Fred A. Huber Trophy Bestes Team der regulären Saison | Fort Wayne Komets       |

### Individuelle Trophäen
| Auszeichnung                                                       | Spieler        | Team                    |
| ------------------------------------------------------------------ | -------------- | ----------------------- |
| James Gatschene Memorial Trophy MVP der regulären Saison           | Jock Callander | Muskegon Lumberjacks    |
| James Gatschene Memorial Trophy MVP der regulären Saison           | Jeff Pyle      | Saginaw Generals        |
| Leo P. Lamoureux Memorial Trophy Bester Scorer                     | Jock Callander | Muskegon Lumberjacks    |
| Leo P. Lamoureux Memorial Trophy Bester Scorer                     | Jeff Pyle      | Saginaw Generals        |
| Governor’s Trophy Bester Verteidiger                               | Jim Burton     | Fort Wayne Komets       |
| James Norris Memorial Trophy Torhüter mit den wenigsten Gegentoren | Michel Dufour  | Fort Wayne Komets       |
| James Norris Memorial Trophy Torhüter mit den wenigsten Gegentoren | Alain Raymond  | Fort Wayne Komets       |
| Garry F. Longman Memorial Trophy Bester Rookie                     | Michel Mongeau | Saginaw Generals        |
| Ken McKenzie Trophy Bester US-amerikanischer Rookie                | Ray LeBlanc    | Flint Spirits           |
| Commissioner’s Trophy Bester Trainer                               | Wayne Thomas   | Salt Lake Golden Eagles |